# Henri Kowal
Pour les articles homonymes, voir Kowal.
Henri Kowal est un footballeur français né le 3 octobre 1930 à Montigny-en-Gohelle et mort le 4 juillet 2011 à Saint-Nazaire. Il commence sa carrière au club Vittel où il évoluera en tant que milieu de terrain. Sa carrière a duré un peu plus de vingt-cinq ans. Il a également joué au Us Forbach, au FC Sochaux, au Limoges FC et terminera sa carrière au RC Lens.

## Palmarès
- Finaliste de la Coupe Charles Drago 1957 avec le RC Lens.